# Obereopsis rotundipennis
Obereopsis rotundipennis là một loài bọ cánh cứng trong họ Cerambycidae.